# Armenia, Quindío
Armenia là một khu tự quản thuộc tỉnh Quindío, Colombia. Thủ phủ của khu tự quản Armenia đóng tại Armenia Khu tự quản Armenia có diện tích 115 ki lô mét vuông. Đến thời điểm ngày 28 tháng 5 năm 2018, khu tự quản Armenia có dân số 295208 người.